# Manuel Gulde
Manuel Gulde (Mannheim, 12 februari 1991) is een Duits voormalig betaald voetballer die doorgaans speelde als centrale verdediger.

## Clubcarrière
Gulde speelde in de jeugd van SC Pfingstberg-Hochstätt en VfL Neckarau en werd in 2007 opgenomen in de jeugdopleiding van 1899 Hoffenheim. Hiervoor debuteerde hij op 24 januari 2010 in het eerste elftal. Dat verloor toen in eigen huis met 0–3 van Bayer Leverkusen door doelpunten van Sami Hyypiä, Toni Kroos en Tranquillo Barnetta. Gulde mocht van coach Ralf Rangnick een kwartier voor het einde van de wedstrijd invallen voor Carlos Eduardo.
In 2012 verliep Guldes verbintenis in Hoffenheim. Daarop tekende hij voor één seizoen - met een optie op nog een jaar - bij SC Paderborn. Hiermee speelde hij een niveau lager, in de 2. Bundesliga. De optie werd niet gelicht. Met dertien optredens in de benen vertrok Gulde weer. Hierop werd Karlsruher SC zijn nieuwe club; Gulde tekende voor drie seizoenen. In zijn eerste seizoen kwam hij sporadisch in actie, maar vanaf de zomer van 2014 werd hij een vaste keuze in de opstelling van Karlsruhe. Zijn ploeggenoten en hij bereikten dat jaar de play-offs voor promotie naar de Bundesliga. Die verloren ze na verlengingen van Hamburger SV.
Gulde tekende in juli 2016 bij SC Freiburg, de kampioen van de 2. Bundesliga in het voorgaande seizoen. Dat kocht ook zijn teamgenoot Jonas Meffert. Freiburg betaalde circa 1,2 miljoen euro voro hem aan Karlsruher. Gulde werd nu wel een regelmatige basisspeler in een Bundesliga-team. Hij miste de eerste helft van 2017/18 door een rugblessure, maar speelde na de jaarwisseling iedere speelronde van begin tot eind. Rugproblemen zoden hem ook in de jaren die volgden nog regelmatig aan de kant houden. De resultaten met Freiburg werden met de jaren steeds beter. Nadat zijn teamgenoten en hij in 2017/18 en 2018/19 moesten vechten voor behoud, volgden daarna een aantal seizoenen in de middenmoot en in zowel 2021/22 als 2022/23 rechtstreekse kwalificatie voor de  Europa League. Gulde speelde zo in maart 2023 voor het eerst in een Europees toernooi, tegen Juventus.

## Clubstatistieken
| Seizoen | Club            | Competitie    | Competitie | Competitie | Beker | Beker | Internationaal | Internationaal | Totaal | Totaal |
| Seizoen | Club            | Competitie    | Wed.       | Dlp.       | Wed.  | Dlp.  | Wed.           | Dlp.           | Wed.   | Dlp.   |
| ------- | --------------- | ------------- | ---------- | ---------- | ----- | ----- | -------------- | -------------- | ------ | ------ |
| 2009/10 | 1899 Hoffenheim | Bundesliga    | 6          | 0          | 0     | 0     | —              | —              | 6      | 0      |
| 2010/11 | 1899 Hoffenheim | Bundesliga    | 1          | 0          | 0     | 0     | —              | —              | 1      | 0      |
| 2011/12 | 1899 Hoffenheim | Bundesliga    | 0          | 0          | 0     | 0     | —              | —              | 0      | 0      |
| 2012/13 | SC Paderborn    | 2. Bundesliga | 13         | 1          | 0     | 0     | —              | —              | 13     | 1      |
| 2013/14 | Karlsruher SC   | 2. Bundesliga | 7          | 0          | 0     | 0     | —              | —              | 7      | 0      |
| 2014/15 | Karlsruher SC   | 2. Bundesliga | 32         | 2          | 2     | 0     | —              | —              | 34     | 2      |
| 2015/16 | Karlsruher SC   | 2. Bundesliga | 27         | 2          | 1     | 0     | —              | —              | 28     | 2      |
| 2016/17 | SC Freiburg     | Bundesliga    | 20         | 0          | 1     | 0     | —              | —              | 21     | 0      |
| 2017/18 | SC Freiburg     | Bundesliga    | 17         | 1          | 0     | 0     | 0              | 0              | 17     | 1      |
| 2018/19 | SC Freiburg     | Bundesliga    | 21         | 1          | 1     | 0     | —              | —              | 22     | 1      |
| 2019/20 | SC Freiburg     | Bundesliga    | 17         | 1          | 0     | 0     | —              | —              | 17     | 1      |
| 2020/21 | SC Freiburg     | Bundesliga    | 27         | 2          | 0     | 0     | —              | —              | 27     | 2      |
| 2021/22 | SC Freiburg     | Bundesliga    | 20         | 0          | 5     | 0     | —              | —              | 25     | 0      |
| 2022/23 | SC Freiburg     | Bundesliga    | 15         | 1          | 1     | 0     | 2              | 0              | 18     | 1      |
| 2023/24 | SC Freiburg     | Bundesliga    | 1          | 0          | 0     | 0     | —              | —              | 1      | 0      |
| Totaal  | Totaal          | Totaal        | 224        | 11         | 11    | 0     | 2              | 0              | 237    | 11     |

Bijgewerkt op 14 september 2023.

## Interlandcarrière
Gulde kwam uit voor Duitsland –16 tot en met Duitsland –20. Hij speelde met geen van deze teams op een eindtoernooi.